# 게일 스트리클런드
게일 스트리클런드(Gail Strickland, 1947년 5월 18일 ~ )는 미국의 배우이다.
앨라배마주 버밍햄에서 태어났다.

## 출연 작품
- 쿼러티 타임 (2008년) - 빅토리아 이스트먼 역
- 즐거운 인생 (1998년)
- 대통령의 연인 (1995년)
- 남자가 사랑할 때 (1994년)
- 쓰리 오브 하트 (1993년)
- 시지프스의 비밀 (1992년)
- 대니의 질투 (1991년)
- 프로토콜 (1984년)
- 스타플라이트 (1983년)
- 지옥의 7인 (1983년)
- 위대한 승리 (1982, Life of the Party: The Story of Beatrice)
- 유령 편지 (1979년)
- 노마 레이 (1979년)
- 누가 이 비를 멈추랴 (1978년)
- 원 온 원 (1977년)
- 게더링 (1977년)
- 바운드 포 글로리 (1976년)
- 명탐정 하퍼 2 (1975년)

### 텔레비전
- 사인필드 (1990년)
- 달라스 (1978년)
- 닥터 퀸 (1993년)
- 하와이 5-0수사대 (1968년)